# Ситнов, Валентин Егорович
Валентин Егорович Ситнов (15 декабря 1918, Нижегородская губерния — 20 декабря 1945) — Герой Советского Союза, лётчик, заместитель командира эскадрильи 21-го бомбардировочного авиационного полка 22-й авиационной дивизии 4-го авиационного корпуса дальней бомбардировочной авиации, гвардии капитан.

## Детство и юность
Родился в селе Сыресево Ардатовского уезда Нижегородской губернии (ныне Дивеевский район Нижегородской области) в крестьянской семье (отец был Георгиевским кавалером).
Окончил семилетнюю школу в селе Глухово в 1934 году и поступил в химический техникум имени Красной Армии города Дзержинска. Вступил в комсомол и в добровольное общество «ОСОАВИАХИМ». Без отрыва от производства занимался в Дзержинском аэроклубе, который окончил в 1938 году.

## Служба в армии
В 1938 году Дзержинским горвоенкоматом был призван на действительную военную службу в Красную Армию и направлен в Энгельсское авиационное военное училище лётчиков. В 1939 году, после окончания училища, продолжил службу в авиаполку тяжёлой бомбардировочной авиации.
Принимал участие в советско-финской войне. Совершил 45 боевых вылетов. За успешную бомбардировку военно-морской базы в Котке был награждён орденом Красной Звезды.
После окончания боевых действий продолжил службу в Крыму в 21-м полку авиации дальнего действия (АДД).

## Великая Отечественная война
На фронтах Великой Отечественной войны — с июня 1941 года. С началом войны служил в авиации Южного фронта, командуя экипажем тяжёлого бомбардировщика ДБ-3Ф (Ил-4).
В должности заместителя командира эскадрильи 21-го бомбардировочного авиационного полка (22-я авиационная дивизия, 4-й авиационный корпус АДД) к августу 1941 года совершил девять боевых вылетов (из них пять ночью) на «ДБ-3» на бомбардировку важных военных и промышленных объектов противника в его глубоком тылу, нанеся врагу значительный урон. В августе 1941 года вступил в ВКП(б).
Принимал участие в бомбардировке Бухареста и Констанцы. В начале июня 1942 года возглавляемая им группа тяжёлых бомбардировщиков уничтожила нефтехранилища в районе румынского города Плоешти, в которых хранились стратегические запасы топлива для всей южной группировки вражеских армий. Через несколько дней бомбардировкой группы были разрушены мост и нефтепровод через Дунай на железной дороге между Бухарестом и портом Констанца.
Указом Президиума Верховного Совета СССР «О присвоении звания Героя Советского Союза начальствующему составу Военно-воздушных сил Красной Армии» от 20 июня 1942 года за «образцовое выполнение боевых заданий командования на фронте борьбы с немецкими захватчиками и проявленные при этом отвагу и геройство» удостоен звания Героя Советского Союза с вручением ордена Ленина и медали «Золотая Звезда» (хотя первоначально представлялся к награждению Орденом Боевого Красного Знамени).
Выполнил более 200 боевых заданий, шесть раз был подбит, дважды его машина горела в воздухе, трижды ему приходилось сажать самолёт, будучи легкораненым.
В ночь с 24 на 25 июня 1943 года при бомбометании по военным объектам в районе железнодорожной станции Мокрая в Донбассе его самолёт «Ил-4» был подожжён зенитным снарядом. Члены экипажа (штурман — майор Ф. П. Савлуков, стрелок-радист — лейтенант А. М. Старостин, воздушный стрелок — старшина М. Ф. Уханов) выбросились с парашютами. Идя к фронту, 4 июля 1943 года попал в плен.

## Пребывание в плену
Был увезён в немецкий госпиталь в городе Днепродзержинске, потом в городскую тюрьму города Лодзи (Польша). Из Лодзи, после попытки побега в октябре 1943 года и инсценировки расстрела, в ноябре его перевели в концлагерь Освенцим.
Получил личный номер «R № 189011» («R» значит «русский»), которым был клеймён на руке.
В лагере, работая в электромастерской, совершил вместе с товарищем диверсию, выведя из строя силовой кабель. За это был избит до полусмерти и переведён в одиннадцатый блок смертников в Освенциме, а затем в концентрационный лагерь Бухенвальд.
Находясь в лагерях смерти, сумел сохранить при себе Золотую Звезду Героя, всё это время держа её за щекой.

Три раза пытался бежать, но неудачно. Был одним из организаторов и активных участников вооружённого восстания 11 апреля 1945 года в Бухенвальде.
После освобождения и проверки в августе 1945 был восстановлен в звании и должности (с сентября – снова заместитель командира авиаэскадрильи 240-го гвардейского бомбардировочного авиационного полка в Северной группе войск в Польше), ему были возвращены все награды.

## Смерть
20 декабря 1945 года  был убит. В донесении начальника особого отдела авиационного полка сказано: «Вечером 20 декабря 1945 года на автомашину, доставлявшую летный состав с аэродрома в жилой городок, совершено бандитское нападение отряда польских националистов. В завязавшейся перестрелке убит Герой Советского Союза капитан Ситнов Валентин Егорович». Однако в документе, датированном 1946 годом, утверждается иное: «Секретно. Герой Советского Союза гвардии капитан Ситнов Валентин Егорович убит при ссоре с польской милицией 20.12.1945 г.».
Похоронен в административном центре Брестской области Белоруссии — городе Бресте.
ть однополчан, не надеявшихся увидеть друга живым, была недолгой. Из донесения 
Женился перед войной, жена – Валентина, сын – Валерий.

## Память
На здании Дзержинского химического техникума установлена мемориальная доска. Его именем были названы улица, заводской клуб, пионерская дружина школы № 8 города Дзержинска. Его имя носят также средняя школа в селе Конново и средняя школа в селе Глухово Дивеевского района Нижегородской области. В селе Сыресево на доме, в котором он родился, установлена мемориальная доска.

## Награды
Орден Красной Звезды (1940 год).

Орден Красного Знамени (1943 год).

C  20 июня 1942 года –  Герой Советского Союза с вручением ордена Ленина и медали «Золотая Звезда» (№ 612).